# 개그콘서트의 출연진 목록
아래는 KBS 2TV에서 방송되고 있는 《개그콘서트 시즌 2》의 현재 출연진 목록이다.

## 개요
합류 (하차 및 재합류) 순으로 작성한다.

## 출연진

### 현재 출연진
| 출연진 | 출연 기간                         | 출연 코너                                                                                         | 비고              |
| ------ | --------------------------------- | ------------------------------------------------------------------------------------------------- | ----------------- |
| 홍순목 | 2024년 7월 7일 ~                  | 김진곤씨!, 부담식당, 믿는우리새끼                                                                 | 시즌 1 출연진     |
| 김진곤 | 2024년 4월 21일 ~ ()              | 마지막 출근, 김진곤씨!, 부담식당, 믿는우리새끼                                                    | SBS 공채 코미디언 |
| 김시우 | 2023년 11월 12일 ~ (1051회 ~)     | 숏폼플레이, 하이픽션 조선시대, 바디언즈, 알지맞지, 아는 노래                                      | TvN 공채 코미디언 |
| 김영희 | 2023년 11월 12일 ~ (1051회 ~)     | 니퉁의 인간극장, 소통왕 말자 할매, 히어로입니다만, 참관수업                                       | 시즌 1 출연진     |
| 나현영 | 2023년 11월 12일 ~ (1051회 ~)     | 볼게요, 하이픽션 조선시대, 최악의 악(?), 미운 우리 아빠, 챗플릭스, 아는 노래                      |                   |
| 박민성 | 2023년 11월 12일 ~ (1051회 ~)     | 데프콘 어때요, 심곡 파출소, 레이디 액션, 만담듀오 희극인즈                                        | TvN 공채 코미디언 |
| 박은영 | 2023년 11월 12일 ~ (1051회 ~)     | 바니바니, 김진곤씨!, 아는 노래                                                                    | 시즌 1 출연진     |
| 방주호 | 2023년 11월 12일 ~ (1051회 ~)     | 하이픽션 조선시대                                                                                 | 시즌 1 출연진     |
| 송병철 | 2023년 11월 12일 ~ (1051회 ~)     | 볼게요, 스튜디오 도롱뇽, 성장통 드라마 반올림 , 테크놀로지아                                      | 시즌 1 출연진     |
| 송준근 | 2023년 11월 12일 ~ (1051회 ~)     | 2023 봉숭아 학당, 킹받쥬, 챗플릭스,혹시몰라서?                                                    | 시즌 1 출연진     |
| 신윤승 | 2023년 11월 12일 ~ (1051회 ~)     | 2023 봉숭아 학당, 데프콘 어때요, 레이디 액션, 만담듀오 희극인즈, 썽난사람들                       | 시즌 1 출연진     |
| 오민우 | 2023년 11월 12일 ~ (1051회 ~)     | 2023 봉숭아 학당, 바니바니, 미운 우리 아빠, 혹시 몰라서?, 황해2025                                |                   |
| 오정율 | 2023년 11월 12일 ~ (1051회 ~)     | 대한결혼만세, 숏폼플레이, 심곡 파출소, 세기의 대결, 쭈꾸미 게임, 테크놀로지아                     | TvN 공채 코미디언 |
| 윤승현 | 2023년 11월 12일 ~ (1051회 ~)     | 팩트라마, 심곡 파출소, 아는노래                                                                   | 시즌 1 출연진     |
| 이광섭 | 2023년 11월 12일 ~ (1051회 ~)     | 바니바니, 그들이 사는 세상, 김진곤씨!, 믿는우리새끼, 부담식당, 대학로 연기 맛집                   | 시즌 1 출연진     |
| 이수경 | 2023년 11월 12일 ~ (1051회 ~)     | 2023 봉숭아 학당, 금쪽 유치원, 심곡 파출소, 이토록 친절한 연애, 가을씨의 하루                     |                   |
| 이정인 | 2023년 11월 12일 ~ (105회 ~)      | 바니바니, 심곡 파출소, 참관수업, 부담식당                                                         | 시즌 1 출연진     |
| 임슬기 | 2023년 11월 12일 ~ (1051회 ~)     | 2023 봉숭아 학당, 레이디 액션, 참관수업                                                           |                   |
| 장준희 | 2023년 11월 12일 ~ (1051회 ~)     | 하이픽션 조선시대, 세기의 대결                                                                    | 시즌 1 출연진     |
| 정범균 | 2023년 11월 12일 ~ (1051회 ~)     | 금쪽 유치원, 숏폼플레이, 소통왕 말자 할매, 챗플릭스, 히어로입니다만, 아는 노래, 황해2025          | 시즌 1 출연진     |
| 정승우 | 2023년 11월 12일 ~ (1051회 ~)     | 숏폼플레이, 심곡 파출소                                                                           | SBS 공채 코미디언 |
| 정태호 | 2023년 11월 12일 ~ (1051회 ~)     | 볼게요, 최악의 악(?), 바디언즈, 알지맞지, 스튜디오 도롱뇽, 대학로 연기 맛집, 세기의 대결          | 시즌 1 출연진     |
| 조수연 | 2023년 11월 12일 ~ (1051회 ~)     | 데프콘 어때요, 바니바니                                                                           | 시즌 1 출연진     |
| 채효령 | 2023년 11월 12일 ~ (1051회 ~)     | 숏폼플레이, 팩트라마, 킹받쥬, 알지맞지, 성장통 드라마 반올림, 자초하신 일입니다                   |                   |
| 최기문 | 2023년 11월 12일 ~ (1051회 ~)     | 볼게요, 하이픽션 조선시대                                                                         |                   |
| 강주원 | 2023년 11월 12일 ~ (1051회 ~)     | 데프콘 어때요, 숏폼플레이, 우리 둘의 블루스, 남자들의 수명이 짧은 이유                            |                   |
| 홍현호 | 2023년 11월 12일 ~ (1051회 ~)     | 금쪽 유치원, 하이픽션 조선시대, 지구종말 1분전, 구지구지, 심곡 파출소, 가을씨의하루, 테크놀로지아 | 시즌 1 출연진     |
| 홍예슬 | 2023년 11월 19일 ~ (1052회 ~)     | 하이픽션 조선시대, 마지막 출근, 습관적 부부                                                       | 시즌 1 출연진     |
| 이세진 | 2023년 11월 26일 ~ (1053회 ~)     | 하이픽션 조선시대, 지구종말 1분전, 심곡 파출소, 스튜디오 도롱뇽, 쭈꾸미 게임                      | 시즌 1 출연진     |
| 송필근 | 2023년 12월 3일 ~ (1054회 ~)      | 킹받쥬, 심곡 파출소, 아는 노래, 세기의 대결                                                       | 시즌 1 출연진     |
| 장현욱 | 2023년 11월 12~19일 (1051~1052회) |                                                                                                   |                   |
| 장현욱 | 2023년 12월 10일 ~ (1055회 ~)     |                                                                                                   |                   |

### 이전 출연진
- 송병철, 정찬민
- 이상민, 임재백
- 방주호
- 장준희
- 정세협
- 이정수
- 박형민
- 김성원
- 조래훈
- 김태원